# Alice ADSL
Pour les articles homonymes, voir Alice.
Alice ADSL est un ancien fournisseur d'accès à Internet appartenant au groupe Telecom Italia France de septembre 2003 à décembre 2008, date du rachat de ses activités françaises par le groupe Iliad maison mère de l'opérateur national Free. Les activités allemandes du FAI sont achetées par l'espagnol Telefónica,.

## Historique
En septembre 2003, Telecom Italia France est de retour en proposant l'offre de dégroupage total avec sa filiale Alice ADSL. Elle déploie en France son propre réseau privé de fibres optiques. C'est la première offre permettant de ne plus être abonné France Télécom tout en conservant son numéro de téléphone.
En juin 2005, Telecom Italia rachète Liberty Surf group (Tiscali France) ainsi que son réseau en fibre optique compatible ADSL2+. Par ce rachat, Alice ADSL profite d'une notoriété nouvelle et, en septembre, propose une offre « triple play », comprenant l'ADSL, la téléphonie sur IP et la télévision. En novembre, elle lance son offre TV par ADSL. À un bouquet gratuit de plus de 42 chaînes s'ajoutent les bouquets payants à la suite d'un partenariat avec la société TPS ainsi que des packs de chaînes par thématique (action, charme…). Elle propose à ses abonnés un décodeur TV en flux MPEG-4 compatible TNT et haute définition.
La vidéo à la demande sort en janvier 2007 dans les villes dégroupées de France, l'ADSL nu, en février, la Web TV, 12 chaînes de télévision diffusées gratuitement pour les abonnés directement depuis leur PC via leur navigateur web en décembre.
Alice ADSL se lance ensuite dans le téléchargement légal et illimité de MP3. Plus de 300 000 titres issus du catalogue d'EMI sont disponibles pour ses abonnés sans supplément de prix (selon la zone). En juin 2008 arrive un décodeur TV HD avec un disque dur de 160 Go, en option (payante).
En juin 2008, Iliad annonce être en phase de négociations exclusives pour l'acquisition d'Alice ADSL,. Le 26 août 2008, Iliad finalise le rachat de l'entreprise pour un montant de 775 millions d'euros. Alice ADSL compte alors environ 850 000 abonnés actifs. En décembre 2008, Free absorbe Alice ADSL. En novembre 2009, Telefónica rachète le FAI HanseNet, la filiale de Telecom Italia détentrice de la marque en Allemagne.
Pour contrer une nouvelle offre tarifaire de Bouygues Telecom lancée début 2014, les tarifs d'Alice ADSL sont alignés sur ceux de Bouygues fin février 2014.
Début juin 2015, Free annonce aux derniers clients Alicebox Plus et Alicebox V2 l'arrêt de leur abonnement Alice et leur migration automatique en offre Freebox. Une Freebox Crystal leur est envoyée, en remplacement de l'ancien matériel Hitachi AH4021, Sagem F@st 3302, Pirelli Milky et Alicebox V4/V5. La fin de la migration est prévue pour le 1er juillet 2015. Les abonnés Alicebox Initial ne sont pas concernés, cette offre n'ayant pas d'équivalent chez Free.
Le 5 juin 2018, Free supprime l'offre Alice, le lien du site officiel redirigeant désormais vers les offres du site free.fr. Un bandeau pour l'offre Freebox Crystal est présent sur le site web d'Alice ADSL. Les derniers abonnés ont migré sur l'offre Freebox Crystal au 1er janvier 2019.

### Nombre d'abonnés
Au 30 juin 2013, le service compte environ 130 000 abonnés ADSL.
En septembre 2013, la maison mère d'Alice, Iliad, ne fait plus le distinguo entre les abonnés de Free et ceux d'Alice.

## Services

### AliceBox
L'AliceBox est le modem permettant de bénéficier de l'offre commercialisée sous la marque Alice. Il en existe quatre modèles différents :
- Le CT633 de la société Comtrend,
- Le AH4021 de Hitachi, AliceBox version Hitachi

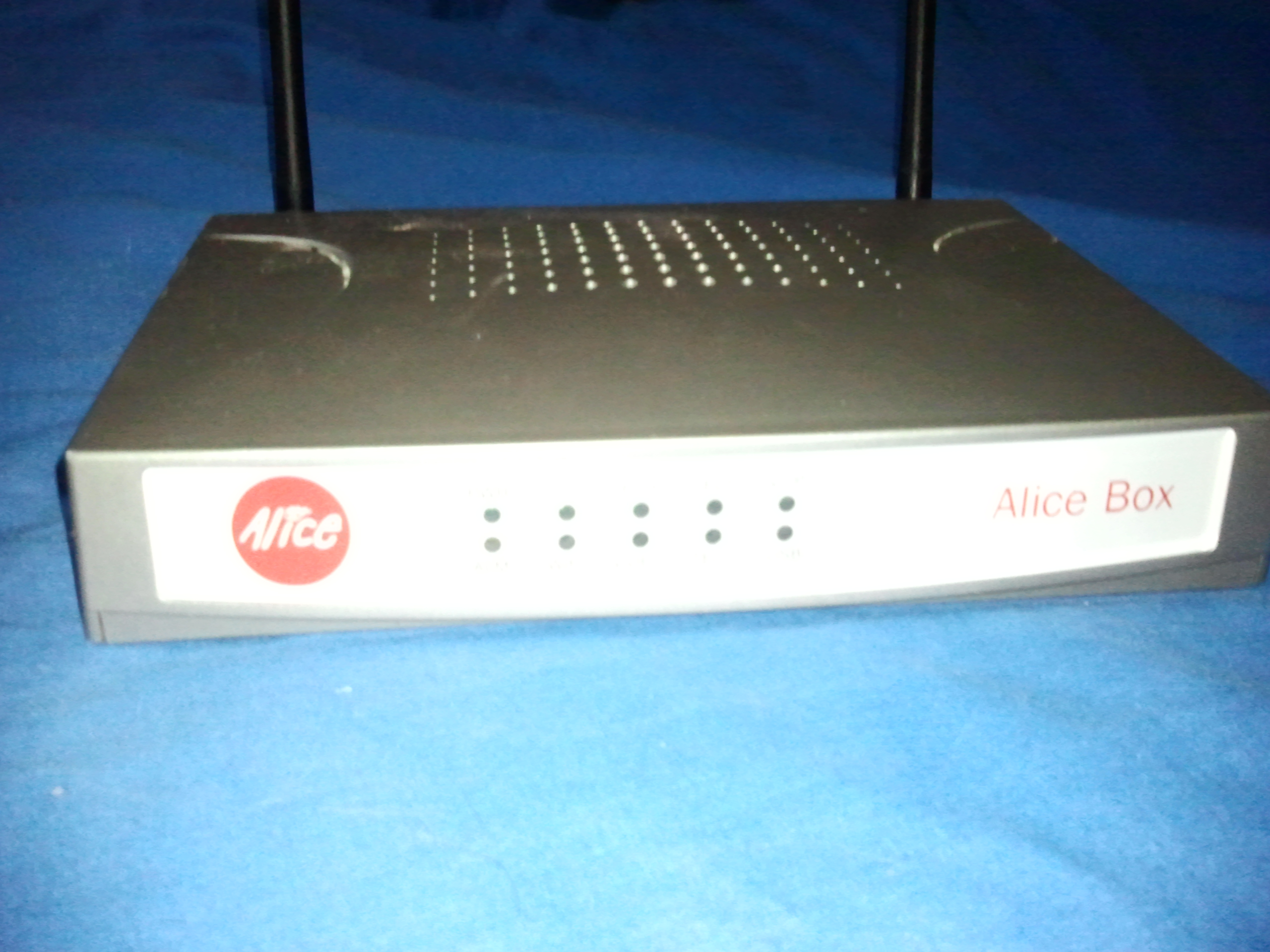
AliceBox version Hitachi

- Le Sagem F@st 3302 (chipset très répandu car également présent dans les Livebox, C-BOX et Neufbox),
- Le Milky Pirelli.
- L'ALICEBOX V4, identique techniquement mais différente par le design de sa sœur la Freebox V4
- L'ALICEBOX V5, identique techniquement mais différente par le design de sa sœur la Freebox V5

Ils sont complétés par trois décodeurs TV :
Un de dernière génération, de fabrication Free (décodeur HD V5). Les deux autres pour les anciens abonnés de l'ère Telecom Italia : décodeur Sagem, compatible TNT et HD, et décodeur Pirelli incluant en plus un magnétoscope numérique (enregistrement sur disque dur), remplacé par les nouveaux équipements estampillés Free (décodeur et modem V5).

### Assistance téléphonique
Alice ADSL est le premier FAI à proposer une assistance gratuite. La particularité de l'offre est également de proposer une assistance gratuite et ouverte 7 jours sur 7, 24 heures sur 24. Elle devient vite victime de son succès, devenant difficilement joignable de septembre 2005 au 1er trimestre 2006. Pour parer ces difficultés, la direction a augmenté l'effectif de son service d'assistance pour atteindre un total de 1 600 conseillers en date de septembre 2006.
En juin 2008, son centre de relation client obtient la certification NF X 50-798, délivrée par l'AFNOR. La marque devient alors le premier fournisseur d'accès à Internet certifié « NF Service Centres de relation client »,.

## Campagne publicitaire

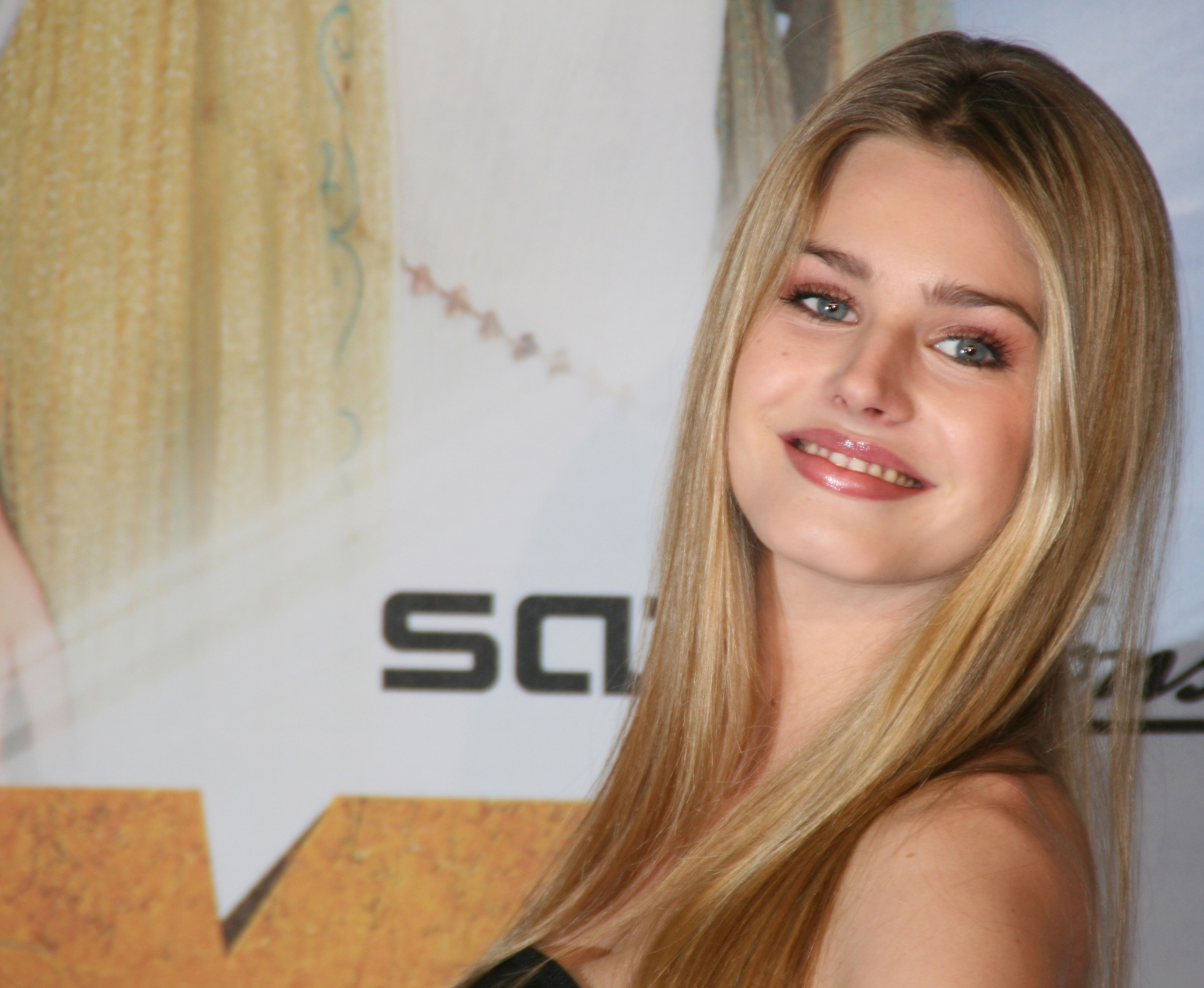
Vanessa « Alice » Hessler en janvier 2008

En France, la première campagne publicitaire débute en septembre 2005. Il s’agit d’un spot de l’agence Passerelles. Il fait l’objet de plusieurs parodies sur Internet. La chanson qui illustre la pub est Black Horse And The Cherry Tree de la chanteuse KT Tunstall.
De 2005 à 2010, le mannequin Vanessa Hessler incarne « Alice » dans les publicités du FAI. Profitant de la montée en puissance d’Internet comme média de masse, Vanessa − « Alice » − Hessler est devenue une véritable icône féminine reconnue par le grand public européen surtout en Italie, en France et en Allemagne[réf. nécessaire], et ce à 17 ans. En 2011, elle raconte dans le journal italien Diva et Donna avoir eu « une très belle histoire d'amour » avec l'un des fils de Mouammar Kadhafi, et donne également son opinion sur le reflet de la famille Kadhafi aux yeux du monde : « Ce sont des gens très simples, comme vous et moi. […] Nous − la France et la Grande-Bretagne − avons financé les rebelles. Les gens ne savent pas ce qu'ils [les rebelles] font. Le peuple libyen n’était pas particulièrement pauvre ou fanatique. Il ne faut pas croire tout ce qu’on entend ». Elle finit par dire : « Tout ça est très triste ». Sommée de « se distancier » de ses propos par la société Telefonica Deutschland, maison-mère de l’opérateur, le mannequin persiste et signe. La punition est sans appel : c'est la rupture de contrat et la suppression de toutes les images d’elle qui apparaissaient sur le site de la société. « Nous mettons immédiatement fin à notre coopération avec Vanessa Hessler en tant qu’égérie publicitaire d'Alice », tweetait le porte-parole de l’opérateur en Allemagne,,,.

## Marque
La marque Alice appartient à Telecom Italia. Elle a été exploitée par Alice ADSL puis concédée à Iliad en France pour les activités de fournisseur d'accès de la société Free. En Allemagne, les droits ont été détenus par Hansenet, filiale allemande de Telecom Italia, rachetée ensuite par Telefónica.